# Gideon Louw
Pour les articles homonymes, voir Louw.
Gideon Abraham Louw (né le 14 septembre 1987 à Pretoria) est un nageur sud-africain spécialiste des épreuves de sprint en nage libre. 

## Biographie
Il a pris part aux Jeux olympiques d'été de 2008, avec comme seule course au programme le 50 m nage libre qu'il achève au douzième rang. Aux Jeux olympiques d'été de 2012, il dispute sa première finale au sein du relais 4 × 100 m nage libre, avec comme résultat une cinquième place quant en individuel, il échoue deux fois de peu à se qualifier en finale lors du 50 et du 100 mètres nages libre, signant à chaque fois le neuvième temps des demi-finales.

## Palmarès

### Jeux du Commonwealth
- Jeux du Commonwealth de 2010 à Delhi (Inde) :
  -  Médaille de bronze du relais 4 × 100 m quatre nages
  -  Médaille de bronze du 50 m nage libre
  -  Médaille de bronze du relais 4 × 100 m nage libre

### Jeux africains
- Jeux africains de 2007 à Alger (Algérie) :
  -  Médaille d’or du relais 4 × 100 m nage libre
  -  Médaille d’or du relais 4 × 100 m quatre nages
  -  Médaille de bronze du 50 m nage libre

- Jeux africains de 2011 à Maputo (Mozambique) :
  -  Médaille d’or du 50 m nage libre
  -  Médaille d’or du relais 4 × 100 m nage libre
  -  Médaille d’or du relais 4 × 100 m quatre nages
  -  Médaille de bronze du 100 m nage libre